# Alice Falaiye
Alice Falaiye (née le 24 décembre 1978) est une athlète canadienne, spécialiste du saut en longueur. 

## Biographie

### Palmarès
| Date | Compétition          | Lieu           | Résultat | Performance |
| ---- | -------------------- | -------------- | -------- | ----------- |
| 2003 | Jeux panaméricains   | Saint-Domingue | 1re      | 6,43 m      |
| 2010 | Jeux du Commonwealth | New Delhi      | 1re      | 6,50 m      |

### Records
| Épreuve          | Épreuve      | Performance | Lieu         | Date         |
| ---------------- | ------------ | ----------- | ------------ | ------------ |
| Saut en longueur | En plein air | 6,72 m      | Bâton-Rouge  | 20 juin 2009 |
| Saut en longueur | En salle     | 6,51 m      | Fayetteville | 9 mars 2001  |